# Presència
Presència (en español: Presencia) es un semanario en catalán, actualmente suplemento de varios diarios de Cataluña. En 2008 el director era Miquel Riera.
Fundado en Gerona el 10 de abril de 1965 por Manuel Bonmatí, en sus inicios se publicaba en castellano. Carmen Alcalde sustituyó a Bonmatí poco después, y en 1968 fue sustituida por Narcís-Jordi Aragó i Masó, quién lo editó íntegro en catalán. El diario sufrió una serie de sanciones durante la dictadura franquista y fue suspendido desde 1971 hasta 1974. 
El 1978 se editó de forma mensual, y fue dirigido desde 1979 a 1982 por Pere Madrenys i Caballé. Desde 1982 fue suplemento semanal de El Punt y de otras revistas comarcales, merced a lo cual llegó en 1995 a un tirada de 60.000 ejemplares. Desde el verano de 2001 es la revista semanal en catalán con mayor difusión, con unos 120.000 ejemplares de media. 
Actualmente es un suplemento de fin de semana que se distribuye con ocho diarios del ámbito lingüístico catalán: Diari d'Andorra, El Punt, Regió 7, Diario de Baleares, El 3 de Vuit, Segre, El 9 Nou, Última Hora Menorca y Diari de Sant Cugat. 
Pone especial énfasis en tratar asuntos sobre la situación de Cataluña y otras zonas de España de habla catalana, y en los últimos años han tenido un especial éxito los pósteres didácticos sobre flora y fauna autóctonas que ha ido publicando. Cada semana presenta a sus lectores, entre otras secciones, un dossier de un mínimo de seis páginas, donde profundiza temas de actualidad desde una óptica particular. La revista se complementa con entrevistas a personajes de relieve, reportajes, secciones fijas como las de libros, música, la red (sobre temas de internet) y con una amplia agenda de propuestas con actividades, fiestas, exposiciones, etcétera. Escritores de reconocido prestigio colaboran cada semana como Emili Teixidor o Imma Monsó.